# سالی پونست
سالی پونست (متولد ۱۹۵۴) یک دانشمند و ماجراجوی اهل استرالیا است که از سال ۱۹۷۷ به اکتشاف و مطالعه منطقه قطب جنوب پرداخته است. تخصص او پرندگان است و مطالعات گسترده‌ای روی آلباتروس و زیستگاه‌های آن‌ها برای سرویس تحقیقاتی قطب جنوب بریتانیا انجام داده است. او کتاب‌هایی در زمینه حفظ گیاهان و جانوران جورجیا جنوبی نوشته و جوایز و افتخارات متعددی از جمله مدال آب‌های آبی، مدال فوکس و مدال قطبی برای مشارکت‌هایش در درک منطقه قطب جنوب دریافت کرده است.

## اوایل زندگی
سالی برادرز در سال ۱۹۵۴ در خانواده‌ای با پدری دندانپزشک در هوبارت، تاسمانی، استرالیا به دنیا آمد. برادرز در مدرسه فاهان تحصیل کرد و در سال ۱۹۷۰ فارغ‌التحصیل شد و سپس در دانشگاه تاسمانی برای ادامه تحصیل ثبت‌نام کرد.
در سال ۱۹۷۳، او با ژروم پونسه، یک فرانسوی که با کشتی دیمین اول در حال سفر به دور دنیا بود، ملاقات کرد. او پس از اتمام مدرک خود در گیاه‌شناسی و جانورشناسی، به پونسه در فرانسه پیوست و در سال ۱۹۷۴ ازدواج کردند. این زوج برنامه‌ریزی کردند تا با کشتی دیمین دوم به اقیانوس جنوبی سفر کنند و سرانجام در سال ۱۹۷۶ با این قایق بادبانی فولادی ۵۰ فوتی به سوی قطب جنوب حرکت کردند.

## حرفه
در سال ۱۹۷۷، این زوج برای انجام سری مطالعات سرشماری جمعیت حیات وحش آماده شدند. در سال ۱۹۷۸، آن‌ها زمستان را در خلیج مارگاریت در شبه‌جزیره قطب جنوب گذراندند، جایی که پونسه به بررسی پرندگان دریایی منطقه و شمارش فک‌های دریایی پرداخت. سال بعد، پونسه اولین پسر خود، دیون، را در جزیره جورجیا جنوبی به دنیا آورد. کشتی آن‌ها در یخ گرفتار شد و مجبور شدند منتظر بمانند تا یک کشتی تحقیقاتی بریتانیایی، آر آر اس برانزفیلد، قایق بادبانی آن‌ها را آزاد کند. این زوج به تاسمانی برای تعمیرات برگشتند، جایی که پسر دوم آن‌ها، لیو، در سال ۱۹۸۱ به دنیا آمد. سال بعد، آن‌ها برای فصل شمارش پرندگان ۱۹۸۲–۱۹۸۳ به قطب جنوب بازگشتند و در جزایر فالکلند ساکن شدند. پسرشان لارس نایجل، ملقب به دیتی، در جزایر فالکلند در سال ۱۹۸۴ به دنیا آمد.
در طول دهه ۱۹۸۰، پونسه در همکاری با سرویس تحقیقاتی قطب جنوب بریتانیا (BAS) به نقشه‌برداری محل کلنی‌های فک‌های دریایی، پنگوئن‌های ماکارونی و مولیماوک‌ها در جورجیا جنوبی و جزایر ویلیس پرداخت.
در سال ۱۹۸۷، این زوج یک مزرعه گوسفند در جزایر فالکلند اجاره کردند و هر سال تا چهار ماه تابستان را به سفر دریایی و مطالعه حیات وحش در جورجیا جنوبی گذراندند. پونسه یک دهه به بررسی پرندگان منطقه برای BAS اختصاص داد. در سال ۱۹۸۹، این زوج در مجله نشنال جئوگرافیک (مارس ۱۹۸۹) معرفی شدند و در سال ۱۹۹۰، مستند اکسپلورر نشنال جئوگرافیک با عنوان «ماجراجویی قطب جنوب»، سفر آن‌ها به قطب جنوب و اکتشافاتشان در منطقه قطب جنوب را به تصویر کشید.
در طول دهه ۱۹۹۰، پونسه همکاری خود را با BAS ادامه داد و مطالعات پایه پوشش گیاهی را انجام داد. خلیج دیمین به نام قایق او و ژروم، که توسط BAS برای تحقیقات اجاره شده بود، نام‌گذاری شد.
در سال ۲۰۰۱، نگرانی‌ها دربارهٔ آسیب ناشی از گردشگران به مناطق کیپ رویدز و کیپ اوانس، که ارنست شاکلتون و رابرت فالکون اسکات پایگاه‌های اکتشافی خود را در آنجا ایجاد کرده بودند، موجب شد دولت جورجیا جنوبی و جزایر سندویچ جنوبی (GSGSSI) پونسه را برای تهیه ارزیابی زیست‌محیطی منطقه استخدام کند تا یک خط پایه زیست‌محیطی ایجاد کند.
در سال ۲۰۰۲، پونسه آزمایش‌هایی را روی پروژه حذف موش‌های صحرایی آغاز کرد تا جمعیت پیپیت جورجیا جنوبی را بازسازی کند. جمعیت موش قهوه‌ای که در اصل در قرن ۱۹ با کشتی‌ها به جزیره رسیده بودند، به خسارات شدید در کلنی‌های پترل، پیپیت و پریون منجر شده بودند. این اولین آزمایش از این نوع در جورجیا جنوبی بود و پروژه مشابهی در فالکلند موجب کشف یک محل زادآوری جدید برای پترل غول‌پیکر جنوبی در صدای شویزوئل توسط پونسه در سال ۲۰۱۱ شد.
تا سال ۲۰۱۵، پروژه اعتماد میراث جورجیا جنوبی جزیره را از جوندگان پاکسازی کرده بود، و پونسه اولین لانه پیپیت را در خلیج شلیپر در منطقه هدف حذف گزارش کرد. این لانه نزدیک نقطه ودل در یکی از اکتشافات پونسه برای ردیابی آلباتروس یافت شد. از زمان گزارش او، تعداد زیادی از مشاهده‌های لانه‌های دیگر انجام شده است.
پونسه به همراه کیم کرازبی دو نسخه از راهنمای بازدیدکنندگان جورجیا جنوبی را تألیف کرد. او همچنین به‌عنوان مشاور در پروژه حذف گوزن شمالی با GSGSSI همکاری کرده است، که از روش‌های انسانی برای انتقال این گونه‌های مهاجم استفاده می‌کرد که به پوشش گیاهی آسیب رسانده بودند.
در سال ۲۰۰۵، پونسه تیم بررسی پترل و پریون را برای سرشماری آلباتروس سرگردان هدایت کرد. این شمارش به دلیل نگرانی‌ها دربارهٔ مرگ فاجعه‌بار پرندگان به‌دلیل ماهیگیری با خط طویل انجام شد.
بین سال‌های ۲۰۰۵ تا ۲۰۰۷، پونسه سرشماری مشابهی از کلنی‌های پترل غول‌پیکر و پترل سفیدچانه را هدایت کرد. از آنجا که GSGSSI متعهد به انجام یک سرشماری از آلباتروس سرگردان هر ده سال یک‌بار است، پونسه در سال ۲۰۱۵ با سفاری‌های اکولوژی چیسمنز در یک همکاری عمومی-خصوصی برای جبران هزینه‌های سرشماری مشارکت کرد. پونسه تحقیقات علمی انجام‌شده در طول این اکتشافات را هدایت کرد.